# Campeonato Tocantinense de Segunda División 2021
El Campeonato Tocantinense de Segunda División de 2021 fue la 13.ª edición de la división de ascenso del fútbol Tocantinense. La competición inició el 21 de noviembre de 2021 y finalizó el 19 de diciembre del mismo año. Los dos mejores ascendieron al Campeonato Tocantinense de 2022.

## Participantes
- Bela Vista[1]
- Novo Acordo/Taquarussú
- União Carmolandense
- Paraíso

## Primera fase

### Clasificación
| Pos. | Equipo                 | Pts. | PJ | G | E | P | GF | GC | Dif. | Clasificación 2021           |
| ---- | ---------------------- | ---- | -- | - | - | - | -- | -- | ---- | ---------------------------- |
| 1    | Bela Vista             | 7    | 3  | 2 | 1 | 0 | 7  | 3  | +4   | Clasificados a la fase final |
| 2    | União Carmolandense    | 7    | 3  | 2 | 1 | 0 | 6  | 2  | +4   | Clasificados a la fase final |
| 3    | Paraíso                | 1    | 3  | 0 | 1 | 2 | 3  | 6  | −3   | Clasificados a la fase final |
| 4    | Novo Acordo/Taquarussú | 1    | 3  | 0 | 1 | 2 | 2  | 7  | −5   |                              |

Actualizado a los partidos jugados el 5 de diciembre de 2021.
 Fuente: FTF

### Fixture
| Fecha                          | Lugar                |                        |  | Resultado                                                    |  |                        |
| ------------------------------ | -------------------- | ---------------------- |  | ------------------------------------------------------------ |  | ---------------------- |
| 21 de noviembre de 2021, 16:00 | Cachoeirinha         | Bela Vista             |  | 3:0                                                          |  | Novo Acordo/Taquarussú |
| 21 de noviembre de 2021, 16:00 | Paraíso do Tocantins | Paraíso                |  | 0:2                                                          |  | União Carmolandense    |
| 28 de noviembre de 2021, 16:00 | Palmas               | Novo Acordo/Taquarussú |  | 2:2 Archivado el 29 de noviembre de 2021 en Wayback Machine. |  | Paraíso                |
| 28 de noviembre de 2021, 16:00 | Araguaína            | União Carmolandense    |  | 2:2 Archivado el 29 de noviembre de 2021 en Wayback Machine. |  | Bela Vista             |
| 5 de diciembre de 2021, 16:00  | Palmas               | Novo Acordo/Taquarussú |  | 0:2 Archivado el 6 de diciembre de 2021 en Wayback Machine.  |  | União Carmolandense    |
| 5 de diciembre de 2021, 16:00  | Paraíso do Tocantins | Paraíso                |  | 1:2 Archivado el 6 de diciembre de 2021 en Wayback Machine.  |  | Bela Vista             |

## Fase  final

### Clasificación
| Pos. | Equipo              | Pts. | PJ | G | E | P | GF | GC | Dif. | Clasificación 2021                                     |
| ---- | ------------------- | ---- | -- | - | - | - | -- | -- | ---- | ------------------------------------------------------ |
| 1    | União Carmolandense | 6    | 2  | 2 | 0 | 0 | 6  | 1  | +5   | Campeón y ascendido al Campeonato Tocantinense 2022    |
| 2    | Bela Vista          | 3    | 2  | 1 | 0 | 1 | 4  | 3  | +1   | Subcampeón y ascendido al Campeonato Tocantinense 2022 |
| 3    | Paraíso             | 0    | 2  | 0 | 0 | 2 | 1  | 7  | −6   |                                                        |

Actualizado a los partidos jugados el 15 de diciembre de 2021.
 Fuente: FTF

### Fixture
| Fecha                          | Lugar                |                     |  | Resultado |  |                     |
| ------------------------------ | -------------------- | ------------------- |  | --------- |  | ------------------- |
| 12 de diciembre de 2021, 16:00 | Paraíso do Tocantins | Paraíso             |  | 1:3       |  | União Carmolandense |
| 15 de diciembre de 2021, 16:00 | Cachoeirinha         | Bela Vista          |  | 4:0       |  | Paraíso             |
| 19 de diciembre de 2021, 16:00 | Carmolândia          | União Carmolandense |  | 3:0       |  | Bela Vista          |